# Jethro Eustice
Jethro Eustice né le 1er novembre 1989 né à Benoni, est un joueur de hockey sur gazon sud-africain. Il évolue au poste de défenseur au Nürnberger HTC, en Allemgne et avec l'équipe nationale sud-africaine.
Il a participé aux jeux olympiques d'été de 2020.

## Carrière

### Coupe du monde
- Premier tour : 2014, 2018[1]

### Coupe d'Afrique
- : 2013, 2017, 2022

### Jeux olympiques
- Premier tour : 2020

### Jeux du Commonwealth
- Premier tour : 2018